# نوبورو أوكاموتو
نوبورو أوكاموتو (باليابانية: 岡本登) هو منافس ألعاب قوى ياباني، ولد في 19 فبراير 1937.

## وصلات خارجية
- نوبورو أوكاموتو على موقع أوليمبيديا (الإنجليزية)